# Жилка (листок)
Жилка — потовщення листкової пластинки, у якому проходить один або декілька провідних пучків, основу яких складають провідні тканини — ксилема із судинами (розміщена з верхньої сторони листка) та флоема із ситоподібними трубками (розміщена з нижньої сторони листка). Жилки розташовуються в мезофілі листка. Провідні пучки підсилені тяжами механічної тканини (найчастіше, коленхіми), більш розвинута зі сторони ксилеми. Судини забезпечують постачання клітин листка водою та неорганічними речовинами. По ситоподібних трубках з листка до всіх інших органів відтікають органічні речовини — крохмаль, утворений під час фотосинтезу. Волокна механічної тканини з потовщеними клітинними стінками слугують скелетом листка, додають міцності та гнучкості.